# Browar Połczyn-Zdrój
Browar Połczyn-Zdrój Sp z.o.o – browar przemysłowy w Połczynie-Zdroju.

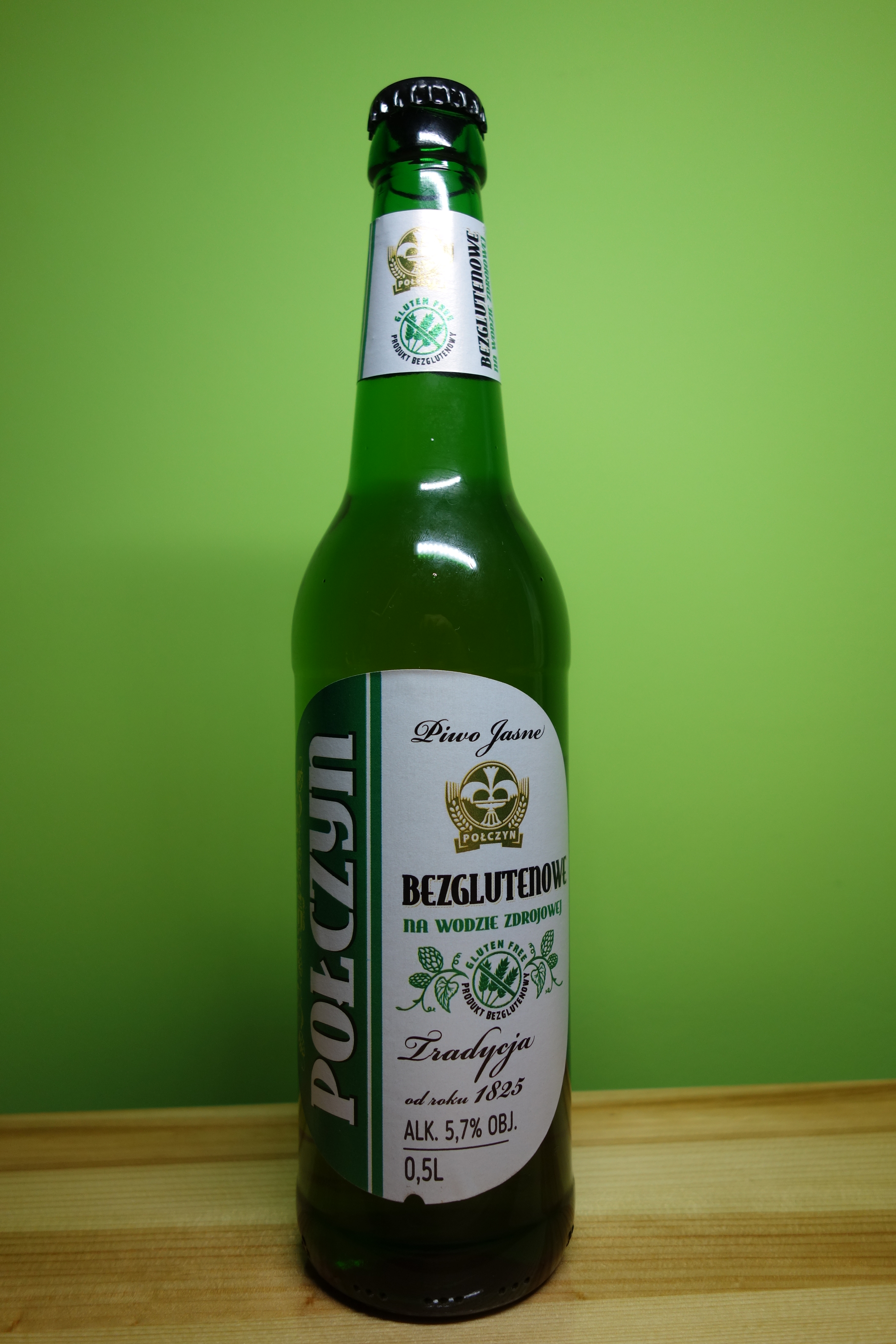
Piwo Połczyn Bezglutenowe

## Historia
Browar w Połczynie-Zdroju został założony w 1825 przez Hermana Fuhrmanna. W latach 1865–1945 działał pod spółką Brauerei C. Fuhrmann Inh. Karl Fuhrmann. Był jednym z największych zakładów piwowarskich na Pomorzu Zachodnim.
Po II wojnie światowej zakład upaństwowiono i przemianowano na Państwowy Browar Połczyn. W 1989 włączono go do Koszalińskich Zakładów Piwowarskich i stworzono z niego filię browaru w Koszalinie. W latach 90. XX wieku w połczyńskim zakładzie piwowarskim produkowano piwa pod markami Brok. W latach 2002–2005 browar w Połczynie-Zdroju należał do grupy piwowarskiej Browary Polskie Brok-Strzelec S.A. W 2003 w związku z kłopotami finansowymi spółki zaprzestano w browarze produkcji piwa. W latach 2003–2007 przedsiębiorstwo Sagittarius-Strzelec S.A. prowadziło w nim produkcję napojów bezalkoholowych i wody mineralnej. Powołano wówczas w miejsce browaru Wytwórnię Wody Źródlanej Połczyn-Zdrój.
W 2007 zakład wydzierżawiła spółka Brewer Polska Sp. z o.o. należąca do czeskiego przedsiębiorstwa Brewer s.r.o. Browar wznowił produkcję piwa w 2007 pod nazwą Browar Połczyn-Zdrój. W 2008 spółka Brewer Polska Sp. z o.o. wykupiła większościowy pakiet udziałów w spółce Wytwórnia Wody Źródlanej Połczyn Zdrój S.A. i zmieniła nazwę na Fuhrmann Sp. z o.o. W tym czasie znaczną część produkcji stanowiły piwa dla sieci handlowych, innych zleceniodawców i na eksport. W latach 2008–2009 poczyniono znaczne nakłady inwestycyjne, między innymi otwarto linię do produkcji piwa butelkowanego. W tym czasie starano się również rozszerzać asortyment produktów wprowadzając na rynek piwo pszeniczne oraz napoje energetyczne. Poczynione inwestycje w okresie światowego kryzysu finansowego, nie przyniosły oczekiwanych rezultatów i browar po raz kolejny zaczął być niewypłacalny. Od początku 2010 roku nastąpiły trudności z regulowaniem bieżących zobowiązań podatkowych oraz pracowniczych.
W sierpniu 2010 spółka Fuhrmann Sp. z o.o. ogłosiła upadłość układową, jednak nie zaprzestano produkcji. W grudniu 2010, browar został przejęty przez fundusz inwestycyjny, który do tego czasu był głównym pożyczkodawcą przedsiębiorstwa. Zdecydowano się następnie na restrukturyzację produkcji i postawiono na marki kojarzące browar z uzdrowiskiem Połczyn-Zdrój, działania te częściowo odniosły zamierzony skutek i w latach 2011–2014 produkcja piwa w browarze rosła w tempie około 25% rocznie. Sukces browaru w tych latach można wiązać z rosnącą popularnością w kraju piw regionalnych. W 2015 roku firma osiągnęła obroty w wysokości 67 mln zł netto, głównie dzięki sprzedaży ekonomicznych piw dla wielkich sieci handlowych. Taka strategia nie gwarantowała jednak wysokich marż, dlatego w dalszym ciągu podejmowano działaniu mające na celu promocję produktów regionalnych głównie pod szyldem kilku odmian piwa Połczyn.
Od 2016 roku firma poszukiwała inwestora, powodem problemów finansowych pomimo wysokich obrotów, były wciąż niespłacone długi z lat upadłości oraz konieczność dostosowania infrastruktury zakładu do nowoczesnych standardów. Przedłużające się negocjacje z potencjalnymi inwestorami doprowadziły na początku 2017 roku do ponownego wstrzymania produkcji. Następnie pomiędzy styczniem 2017 roku a kwietniem 2018 roku zakład zaprzestał regulowania zobowiązań wobec pracowników oraz organów państwa.
W kwietniu 2018 roku po podpisaniu umowy z nowym inwestorem ogłoszono wznowienie produkcji, a właścicielem zakładu został, dysponujący słowackim kapitałem Semper Brewery A.S.

## Charakterystyka
W 2007 browar zatrudniał 50 osób i produkował 40 tysięcy hektolitrów piwa miesięcznie. W 2009 browar zatrudniał 120 osób. Obecnie moce produkcyjne zakładu wynoszą około 350 tysięcy hektolitrów piwa rocznie, jednak produkcja z powodu regulacji akcyzowych nie przekracza 200 tysięcy hl.

## Produkty
- Brewer (Pils, Mocne, Strong, Strongest, Full)
- Fuhrmann Pilsener
- Jasne Pełne z Połczyna Zdroju
- Połczyńskie (Zdrojowe, Słodowe, Miodowe, Czarne, Chmielowe, Grzane, Tęgie, Bezglutenowe)
- Starovar (1 zwykły lager + 5 lagerów smakowych)
- True Bunny (Full, Black, Green)
- Uzdrowiskowe (2 gatunki piwa bezglutenowego)